# Burg Altgutenstein
Burg Altgutenstein, fälschlicherweise auch Burgfelden genannt, ist die Ruine einer Spornburg bei Gutenstein, einem Ortsteil der Stadt Sigmaringen im Landkreis Sigmaringen in Baden-Württemberg. Die Burg liegt an einem Hang bei 640 m ü. NN auf der linken Seite der Donau, gegenüber dem Ort, und ist jederzeit frei zugänglich.

## Geschichte
Der Name Burgfelden für die Burg (Alt)gutenstein lässt sich geschichtlich nicht belegen und geht vermutlich auf den Flurnamen Burgfeld zurück.
Die Ortsburg von Gutenstein wurde im 12. Jahrhundert von den Herren von Gutenstein (vgl. dazu auch Hedwig von Gutenstein) erbaut und 1225 erwähnt. 1345 bis 1353 bewohnte Konrad von Magenbuch die Burg, um 1556 war die Burg bereits verfallen.

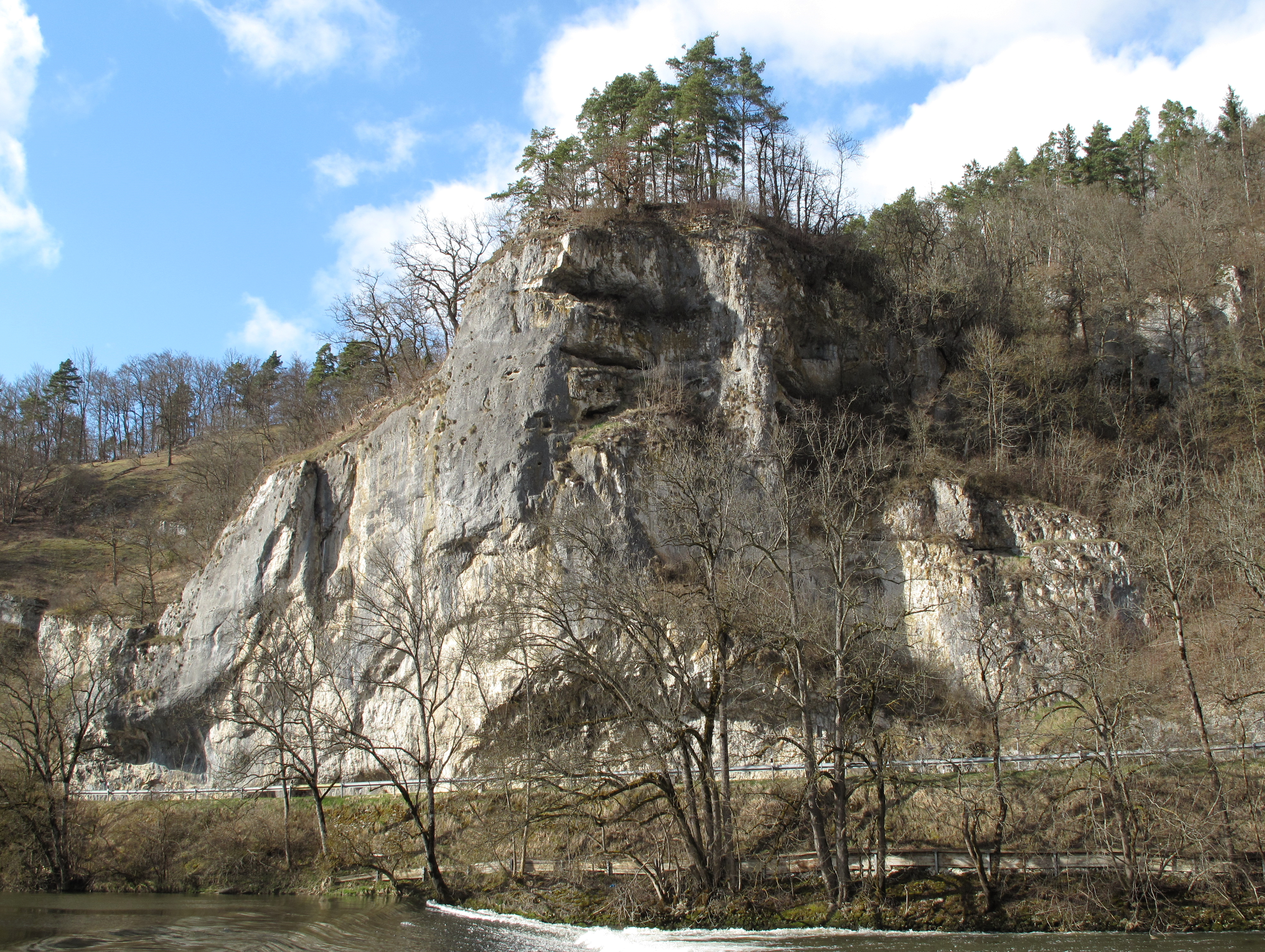
Burgfels von Südosten

Heute sind von der ehemaligen Burganlage, die über einen Bergfried auf einer Grundfläche von circa 4,5 mal 5,5 Meter verfügte, nur noch geringe Reste erhalten.